# David Gubbins
David Gubbins (* 31. Mai 1947) ist ein britischer Geophysiker, der sich mit dem Mechanismus des Erdmagnetfeldes sowie theoretischer Geophysik (Seismologie) beschäftigt.
Gubbins machte 1968 seinen Abschluss als Geophysiker am Trinity College der Universität Cambridge und wurde dort 1972 bei Edward Bullard promoviert. Als Post-Doktorand war er an der University of Colorado, am Massachusetts Institute of Technology und an der University of California, Los Angeles, wo er 1974 bis 1976 außerdem Assistant Professor war (er arbeitete dort mit Charles R. Carrigan). Ab 1976 war er wieder in Cambridge, wo er Professor wurde und Fellow des Churchill College. Seit 1989 ist er Professor an der Universität Leeds. 2000/2001 war er an der Scripps Institution of Oceanography.
Er befasste sich mit vielen Aspekten der Dynamik des Erdmagnetfeldes und gilt auf diesem Gebiet als einer der führenden Experten.
1996 wurde er Fellow der Royal Society. Er ist auswärtiges Mitglied der Norwegischen Akademie der Wissenschaften (2005), Ehrenmitglied der European Geosciences Union (EGU, 2008), Fellow des Institute of Physics (1996) und der American Geophysical Union (AGU, 1985). Er erhielt die Goldmedaille der Royal Astronomical Society, 1999 die Murchison-Medaille, die Fleming Medaille der AGU, die Love Medaille (2007) und die Arthur Holmes Medal (2009) der EGU. 2006 erhielt er die Chree Medal (heute Appleton Medal genannt) des Institute of Physics.

## Schriften
- Theories of geomagnetic and solar dynamos, Reviews of Geophysics and Space Physics, Band 12, 1974, S. 137–154
- The Earth´s magnetic field, Contemporary Physics, Band 25, 1984, S. 269–290
- mit Charles R. Carrigan: Wie entsteht das Magnetfeld der Erde ?, Spektrum der Wissenschaft, April 1979
- mit Jeremy Bloxham: Die Entwicklung des Erdmagnetfeldes, Spektrum der Wissenschaft, Februar 1990
- Herausgeber mit Emilio Herrero-Bervera Encyclopedia of geomagnetism and palaeomagnetism, Springer 2007 (verschiedene Artikel daraus sind von ihm: Core-based inversions of the main geomagnetic field, Periodic Dynamos, D`` and F layers, symmetry properties of geodynamo, dimensional analysis and time scales of geodynamo, inner core tangent cylinders, time averaged paleomagnetic field und verschiedene Biographien)
- Time series analysis and inverse theory for geophysicists, Cambridge University Press 2004
- Seismology and plate tectonics, Cambridge University Press 1990